# Landesamt für Bergbau, Energie und Geologie
Das Landesamt für Bergbau, Energie und Geologie (LBEG) ist eine niedersächsische Fachbehörde mit hoheitlichen Aufgaben und ist dem niedersächsischen Ministerium für Wirtschaft, Arbeit und Verkehr nachgeordnet. Es unterstützt die Landesregierung, die übrige öffentliche Verwaltung sowie die niedersächsische Wirtschaft bei allen Fragestellungen im Zusammenhang mit Bergbau, Energie und Geologie. Das LBEG engagiert sich für die Sicherung und nachhaltige Nutzung von natürlichen Rohstoffen und Ressourcen. Neben Niedersachsen übernimmt es Aufgaben als Bergbehörde auch in Bremen, Hamburg und Schleswig-Holstein.
Das LBEG entstand 2006 aus dem Zusammenschluss des Niedersächsischen Landesamtes für Bodenforschung (NLfB) mit dem Landesbergamt Clausthal-Zellerfeld.

## Gliederung und angeschlossene Organisationen

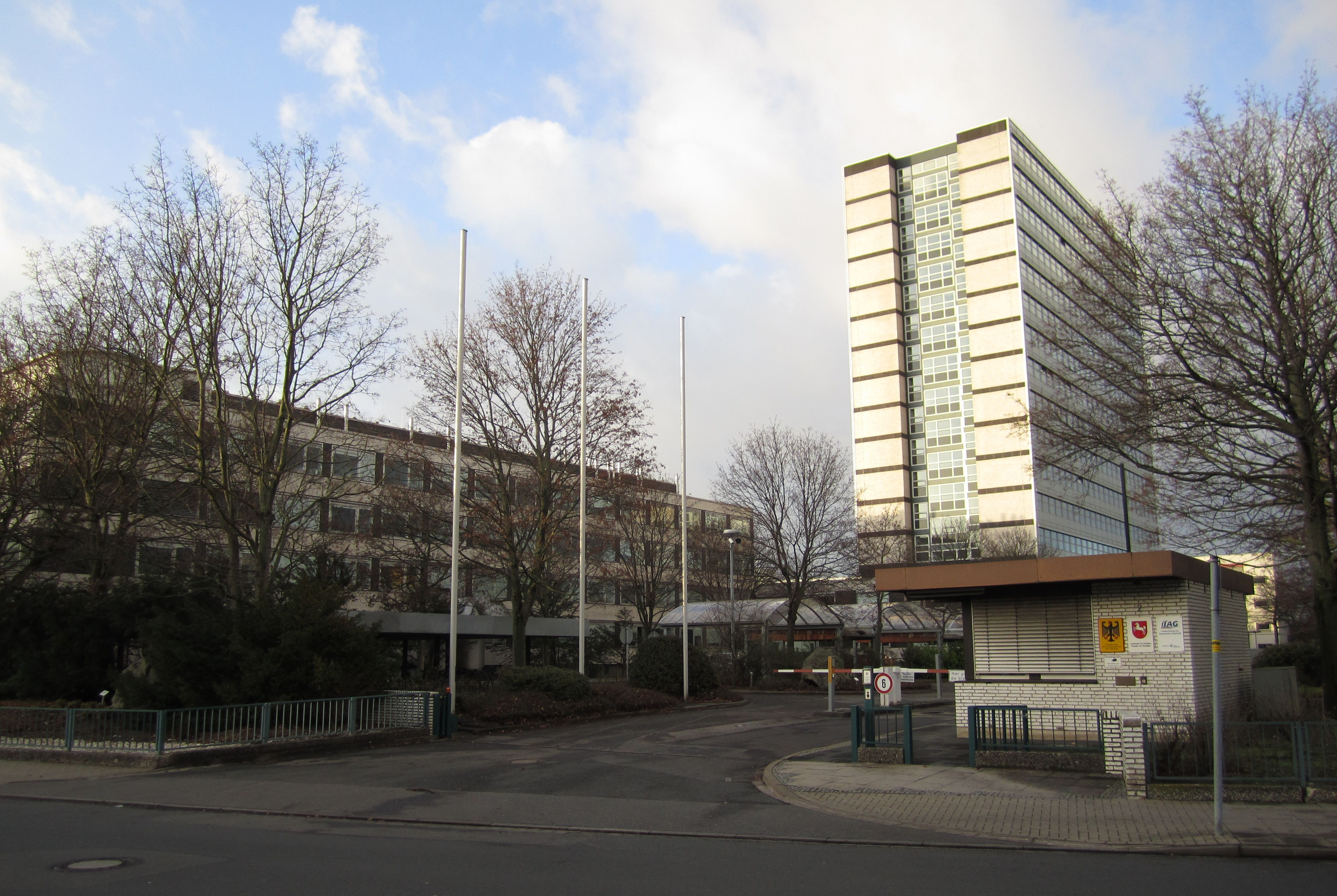
Geozentrum Hannover, Hauptsitz des LBEG.

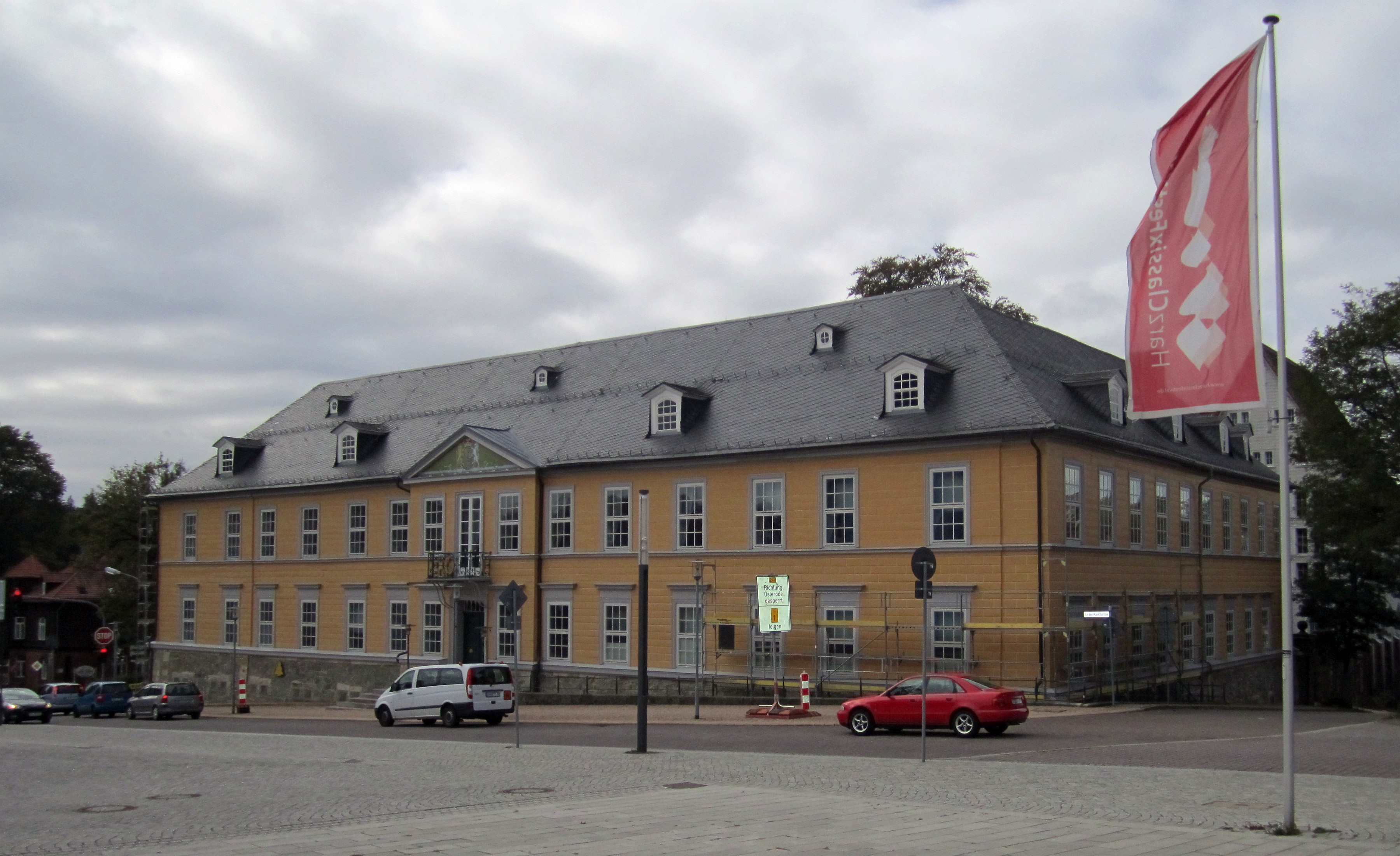
Landesamt für Bergbau, Energie und Geologie – Dienstsitz Clausthal-Zellerfeld

Der Hauptsitz des LBEG ist in Hannover; ein weiterer Dienstsitz befindet sich in Clausthal-Zellerfeld, darüber hinaus existieren Außenstellen in Meppen und Celle.
Das LBEG arbeitet eng mit der Bundesanstalt für Geowissenschaften und Rohstoffe (BGR) und dem Leibniz-Institut für Angewandte Geophysik (LIAG) zusammen. Die drei Einrichtungen nutzen im Geozentrum Hannover eine gemeinsame Infrastruktur.

## Aufgaben und Themen

### Kernaufgaben
Das LBEG ist Bergbehörde für Niedersachsen, Bremen, Schleswig-Holstein und Hamburg sowie Geologischer Dienst für Niedersachsen. Kernaufgaben sind die Bergaufsicht, die Durchführung von Genehmigungsverfahren, die Beratung von Politik, Industrie und Behörden sowie die Bereitstellung geologischer Daten. Die Kernaufgaben sind im Einzelnen:
Verwaltungsverfahren und Bergaufsicht in den Bereichen Rohstoffgewinnung, Rohstofftransport (Pipelines) und Energierohstoffspeicherung
- Genehmigungsverfahren und Bergbauberechtigungen
- Betriebsüberwachung
- Anerkennung von Sachverständigen
- Bergarchiv

Beratung und Verfahrensbeteiligung:
- Rohstoffwirtschaft (Steine, Erden, Salz)
- Bauwirtschaft (Baugrund)
- Energiewirtschaft (Erdöl, Erdgas, Kavernen- und Porenspeicher, Geothermie, Endlagerung)
- Landwirtschaft
- Wasserwirtschaft
- Abfallwirtschaft
- Bodenschutz und Altlasten
- Träger öffentlicher Belange bei Raumordnung und Landesplanung

Bereitstellung von Geofachdaten:
- Erzeugung, Akquisition, Aktualisierung und Qualitätssicherung von Geofachdaten (Landesaufnahme)
- digitale Aufbereitung und Archivierung von Geofachdaten im NIBIS
- digitale Bereitstellung von Geofachdaten im Kartenserver und mit MeMaS
- Analytik
- Veröffentlichung der Ergebnisse und von Handlungsanweisungen in den „Geoberichten“ und „GeoFakten“.

Die Aufgabenwahrnehmung erfolgt fachlich neutral und wirtschaftlich unabhängig. Das LBEG enthält sich politischer Aussagen und Wertungen.

### Verwaltungsverfahren und Bergaufsicht in den Bereichen Rohstoffgewinnung, Rohstofftransport (Pipelines) und Energierohstoffspeicherung

#### Genehmigungsverfahren und Bergbauberechtigungen
Vom LBEG werden Genehmigungen auf der Grundlage unterschiedlicher gesetzlicher und untergesetzlicher Vorschriften durchgeführt. Die Umsetzung erfolgt dabei in der Regel durch förmliche oder nichtförmliche Verwaltungsverfahren.
Die Suche nach volkswirtschaftlich bedeutenden Bodenschätzen wie z. B. Kohlenwasserstoffe (in Form von Braun- und Steinkohle etc.) oder Kali- und Steinsalze und deren Gewinnung unterliegen den Vorschriften des Bundesberggesetzes (BBergG). Bergbauberechtigungen, auch Konzessionen genannt, sind Voraussetzung für die Durchführung bergbaulicher Tätigkeiten auf bestimmte, im Bundesberggesetz benannte Bodenschätze.

#### Betriebsüberwachung
Der Bergbau unterliegt der Aufsicht durch das LBEG als zuständiger Bergbehörde. Die Beaufsichtigung der Bergbaubetriebe stellt, neben der Vergabe der Bergbauberechtigungen und der Erteilung der Betriebsplanzulassungen eine weitere Kernkompetenz der Bergbehörde dar. Eine spezielle Aufgabe der Bergbehörden ist die Untersuchung von Betriebsereignissen und Unfällen einschließlich der Ursachenermittlung mit dem Ziel, die Arbeits- und Betriebssicherheit zu verbessern.

#### Anerkennung von Sachverständigen
Das LBEG ist zuständig und verantwortlich für die Anerkennung von Sachverständigen.

#### Bergarchiv
Der Oberharzer Bergbau kann auf eine jahrhundertealte Tradition zurückblicken. Nach dem Niedergang des mittelalterlichen Blei- und Silberbergbaus im Oberharz wurde etwa 150 Jahre später zu Beginn des 16. Jahrhunderts die Bergbautätigkeit wieder aufgenommen. Die schnelle Entwicklung im Bergwerksgeschehen erforderte die Einrichtung einer ordnenden Institution. So wurden bereits in dieser Zeit Aufsichtsbehörden in Clausthal und Zellerfeld geschaffen.
Im Niedersächsischen Bergarchiv in Clausthal wird das im Laufe der Jahrhunderte entstandene Schriftgut aufbewahrt. Das Bergarchiv ist eine Außenstelle des Hauptstaatsarchivs Hannover und dem LBEG als Nachfolgebehörde der früheren Harzer Bergbehörden angegliedert.

### Beratung und Verfahrensbeteiligung

#### Rohstoffwirtschaft (Steine, Erden, Salz)
Die marktgerechte Versorgung des Landes mit Rohstoffen ist von grundlegender Bedeutung für das Funktionieren der Wirtschaft und somit für den Erhalt des Lebensstandards. Eine herausragende Stellung nehmen dabei die im Tagebau gewinnbaren mineralischen Massenrohstoffe und Torf ein, die auch in Zukunft in großen Mengen aus den heimischen Lagerstätten zur Verfügung stehen müssen und einen wichtigen Bestandteil des Natur- und Wirtschaftsraumes Niedersachsen darstellen.
Das LBEG erfasst und bewertet die heimischen Bodenschätze und ihre Lagerstätten, insbesondere Steine, Erden und Industrieminerale sowie Torf, Salz, Kohle und Erze systematisch und untersucht sie im Vorfeld einer industriellen Nutzung auf ihr wirtschaftlich nutzbares Potenzial. Insbesondere der Abbau der oberflächennahen Rohstoffe im Tagebau führt zunehmend zu Konflikten mit konkurrierenden Nutzungsansprüchen an den Naturraum. Eine wesentliche Aufgabe des LBEG ist daher der Schutz der einheimischen Lagerstätten vor den konkurrierenden Nutzungsansprüchen.
Beratung Rohstoffe:
In Fragen von Rohstoffsicherung, -versorgung und -abbau bietet das LBEG seine Beratung an. Dabei gilt es, die unterschiedlichen Interessen sachgerecht zu berücksichtigen und eine Minimierung der notwendigen Eingriffe in Natur und Landschaft zu erreichen.

#### Bauwirtschaft (Baugrund)
Die Fachdisziplin Ingenieurgeologie bildet, als Teil der angewandten Geologie, die Schnittstelle zwischen den Erkenntnissen der klassischen Geologie und dem Ingenieurwesen. Als Baugrund wird Boden bzw. Lockergestein oder Fels bzw. Festgestein bezeichnet, in dem Bauwerke gegründet werden oder der durch Baumaßnahmen beeinflusst wird. Bei Planungen von Verkehrsanlagen oder Bauwerken müssen Art und Eigenschaft des Baugrundes berücksichtigt werden, da er als tragendes, mittragendes oder belastendes Element wirkt (z. B. Tunnelbau).
Das LBEG stellt bei Maßnahmen und Projekten Informationen über den Untergrund zur Verfügung, auch um die Wirtschaftlichkeit der Vorhaben zu erhöhen.
Niedersächsischer Erdbebendienst (NED):
Der NED im LBEG überwacht die Erdbebentätigkeit in Niedersachsen und den angrenzenden Gebieten. Er wurde am 1. Januar 2013 errichtet. Er kooperiert eng mit dem Seismologischen Zentralobservatorium der BGR.

#### Energiewirtschaft (Erdöl, Erdgas, Kavernen- und Porenspeicher, Geothermie, Endlagerung)
Das Aufgabenspektrum des LBEG umfasst hier die Betreuung der Energie- und Rohstoffwirtschaft in verschiedenen geologisch-lagerstättentechnischen Themenfeldern. Thematische Schwerpunkte von Beratung und Service sind die heimische Erdöl- und Erdgasgewinnung, die Nutzung der Geothermie, die Untergrundspeicherung sowie die Speicherung von CO2. Auch die Gewinnung von Braunkohle und der rohrleitungsgebundene Gas- und Rohöltransport werden bergbehördlich unterstützt.
In Fragen der Rohstoffsicherung, der -versorgung sowie des Rohstoffabbaus berät das LBEG Wirtschaft, Politik und andere Behörden.

##### Erdöl und Erdgas
In Niedersachsen liegen über 90 % der nationalen Erdgas- und etwa ein Drittel der Erdöl-produktion und -reserven. Auch bei der Erdöl- und Erdgasspeicherung ist Niedersachsen das Energieland Nr. 1 der Bundesrepublik Deutschland, das von zahlreichen Förder- und Servicefirmen als Wirtschaftsstandort gewählt wurde.
Das Thema „Erdöl und Erdgas“ wird im LBEG im Hinblick auf Genehmigungsverfahren und Bergaufsicht unter Bergrecht sowie auf Tätigkeiten im Rahmen des Lagerstättengesetzes wahrgenommen. Die fachliche Expertise erstreckt sich auf die Fachbereiche Geophysik, Erdölgeologie, Reservoir Engineering sowie die Bohr-, Förder- und Speichertechnik. In Zusammenarbeit mit den Behörden der anderen Bundesländer veröffentlicht das LBEG Jahresberichte zur Exploration, Produktion, zu Reserven sowie zur Speicherung von Erdöl und Erdgas in Deutschland als Informationsgrundlage für Wirtschaft und Politik.

##### Geothermie
Als Beitrag zur Förderung der klimaschonenden, grundlastfähigen und dezentralen Energiequelle Geothermie wurde im Zuge einer Reorganisation des LBEG im Juli 2019 der Niedersächsische Geothermiedienst (NGD) als referatsübergreifende Einheit eingeführt. Im NGD ist das ehemalige Zentrum für Tiefengeothermie / Oberflächennahe Geothermie (ZTG) aufgegangen. Grundsätze der Tätigkeiten des NGD sind fachliche Neutralität und wirtschaftliche Unabhängigkeit. Das Leistungsspektrum des NGD umfasst die folgenden drei Bereiche:
- Beratung im Bereich oberflächennahe Geothermie (bis 400 m unter Gelände)
- Beratung im Bereich tiefe Geothermie (mehr als 400 m unter Gelände)
- Schaffung und Pflege geowissenschaftlicher Grundlagen zur Geothermie.

##### Endlager
Für die Endlagerung radioaktiver Abfälle werden Salzgesteine u. a. als mögliches Wirtsgestein erforscht. Der Salzstock Gorleben-Rambow im Landkreis Lüchow-Dannenberg wurde von 1979 bis 2012 (mit einem zehnjährigen Moratorium von 2000 bis 2010) als potenzielles Endlager für radioaktive Abfälle erkundet. Im ehemaligen Kali- und Steinsalzbergwerk Asse bei Wolfenbüttel wurden im Zeitraum von 1967 bis 1978 nach derzeitigem Stand etwa 126.000 Fässer und Gebinde mit schwach- und mittelradioaktiven Abfällen eingelagert. Nach Abwägung der verschiedenen Möglichkeiten zur Stilllegung wird die Rückholung der Abfälle favorisiert: Das Bundesministerium für Umwelt, Naturschutz und Reaktorsicherheit stellte im Januar 2010 einen Plan zur Rückholung der eingelagerten Abfälle vor.
Tätigkeiten des LBEG
- Geowissenschaftliche Stellungnahmen zu Fragen der Sicherheit von aktiven und stillzulegenden bzw. stillliegenden Salzbergwerken
- Prüfung von geologischen Fragestellungen im Rahmen von bergbehördlichen Zulassungsverfahren zur Errichtung von Speicher- und Solegewinnungskavernen
- Stellungnahmen für Ministerien im Rahmen von atomrechtlichen Verfahren zur Errichtung von untertägigen Deponien für radioaktive Abfallstoffe
- Beratung von Behörden, Ministerien und Industrie sowie Stellungnahmen im Rahmen von Planfeststellungsverfahren zur Errichtung von untertägigen Deponien (siehe auch Sondermülldeponie).

#### Landwirtschaft
Eine der wichtigsten Produktionsgrundlagen für die Landwirtschaft ist der Boden. Das LBEG berät als bodenkundliche Fachbehörde in Abstimmung mit den landwirtschaftlichen Fachdienststellen zu Themen der landwirtschaftlichen Bodennutzung. Die Vermeidung von schädlichen Boden- und Grundwasserveränderungen steht beispielsweise im Vordergrund der Beratung im Hinblick auf Bodenerosion, grundwasserschonende Landbewirtschaftung und den Infodienst Grundwasserschutz, den das LBEG internetgesteuert anbietet. Im Rahmen der Erstellung von teilflächenspezifischen Betriebskarten können die Produktionskosten in der Landwirtschaft weiter optimiert werden (precision farming). Datenbereitstellungen erfolgen zum Boden-/Wasserhaushalt, aber auch zur Beweissicherung wasserrechtlicher Verfahren für land- und forstwirtschaftliche Flächen.

#### Wasserwirtschaft
Der Bereich der Wasserwirtschaft im LBEG umfasst die bodenkundliche bzw. hydrogeologische Beratung zu
- wasserwirtschaftlichen Planungsverfahren
- Wasserschutz- und Wasserrechtsverfahren
- Anerkennungsverfahren von Heil- und Mineralwasserquellen sowie zu
- Fragen der Grundwassernutzung, -belastung und -bewertung.

Ein weiteres Tätigkeitsfelder ist die Klärung übergeordneter Wasserhaushaltsfragen, die sich insbesondere bei den Aufgaben zur Europäischen Wasserrahmenrichtlinie an niedersächsischen Grundwasserkörpern stellen. Dies geschieht in Form von
- Beratungen und Stellungnahmen auf Grundlage digital vorhandener Daten oder
- mit Hilfe der Methodenbank des FIS Boden/Wasser.

#### Abfallwirtschaft
In Fragen der Abfallwirtschaft berät das LBEG zu folgenden Themen:
Allgemeine Standortanforderungen
- Beurteilung der geologischen Barriere hydrogeologisch/ingenieurgeologisch

Basisabdichtung/Oberflächenabdichtung
- Bodenmechanik, Verfügbarkeit mineralischer Rohstoffe für den Deponiebau
- Untersuchungen zum Freisetzungsverhalten und zur Langzeitstabilität
- Bewertung der Schadlosigkeit einer Verwertung von Abfällen im Deponiebau
- Wasserhaushaltsberechnungen (z. B. HELP-Modell)

Deponiebetrieb
- Bewertung von Festigkeitsuntersuchungen von Abfall- /Deponiekörper

Emissionsüberwachung
- Planung von Messstellennetzen und Untersuchungsprogrammen im Rahmen der Grundwasserüberwachung
- Festlegung von Auslöseschwellen nach § 9 DepV
- Bewertung von Analysenergebnissen bei Überschreitung von Auslöseschwellen im Hinblick auf Maßnahmenpläne nach § 9 DepV

Fortbildung Gewerbeaufsichtverwaltung GAV
- Themenbezogene Beiträge zu Veröffentlichungen und Seminaren.

#### Bodenschutz und Altlasten
Bodenschutz:
Boden ist Lebensgrundlage für Menschen, Tiere, Pflanzen und Bodenorganismen. Er ist Voraussetzung für die Produktion von Nahrungsmitteln und Schutzkörper für das Grundwasser. Auch gesundes Wohnen ist ohne schadstofffreien Boden nicht denkbar. Das LBEG berät in Niedersachsen auf den gesetzlichen Grundlagen in allen Fragen des Bodenschutzes.
Im vorsorgenden Bodenschutz stehen etwa Fragestellungen zur Verwertung von Materialien in Böden und zur Bewertung von stofflichen und nichtstofflichen Bodenbelastungebenso im Vordergrund wie die Erarbeitung von Anforderungen an den Erhalt der Bodenfunktionen oder die Formulierung von Bodenqualitätszielen.
Der nachsorgende Bodenschutz umfasst die Beratung zum Umgang mit altlastenverdächtigen Flächen. Darunter fallen Fragen zu Gefährdungsabschätzungen ebenso wie zur Bewertung, Sanierung oder Überwachung von Altablagerungen, Altstandorten und Rüstungsaltlasten.
Altlasten:
Der Begriff „Altlasten“ wurde 1978 vom Rat der Sachverständigen für Umweltfragen geprägt. In dieser Zeit rückten die ökologischen Folgen vom fehlerhaften Umgang mit Abfällen durch zahlreiche Schadensfälle in das öffentliche Bewusstsein. Unter Altlasten werden Verunreinigungen von Boden und Grundwasser verstanden, die auf einen Eintrag von schädlichen Substanzen in der Vergangenheit zurückzuführen sind. Altlasten stellen potenzielle Gefahrenquellen für die Schutzgüter Wasser, Boden und Luft dar. Zur Abwehr möglicher Gefahren werden Sicherungs- bzw. Sanierungsmaßnahmen durchgeführt.
Beratung:
Das LBEG hat bei fachlichen Fragen zu Untersuchungen an Altlasten beratende Funktion. Es wird dabei durch die Zentrale Unterstützungsstelle für Abfallwirtschaft, Gentechnik und Gerätesicherheit (ZUS AGG) des Staatlichen Gewerbeaufsichtsamtes Hildesheim in Fragen u. a. zur Toxikologie, Anlagentechnik sowie bei der Verwertung von Abfällen unterstützt.

#### Träger öffentlicher Belange bei Raumordnung und Landesplanung
Bei Fragen zu Raumordnung und Landesplanung ist das LBEG ein wichtiger Ansprechpartner für die Beratung der zuständigen Behörden (z. B. in Städten und Gemeinden) bei ihren Planungen. Das LBEG wird als Träger öffentlicher Belange und als Fachbehörde bei Planungen in Niedersachsen beteiligt wie z. B. bei:
- Landesraumordnungsprogramm (LROP)
- regionalen Raumordnungsprogrammen (RROP)
- Bauleitplanungen
- Umwelt- und Naturschutzplanungen
- agrarstrukturellen Entwicklungsplanungen (AEP)
- Flurbereinigungen
- Objektplanungen wie z. B. Verkehrswege oder Leitungstrassen.

### Bereitstellung von Geodaten
Das LBEG stellt Karten und Daten zur Darstellung des Bodens, der Geologie, der mineralischen Rohstoffe, der Geothermie, des Grundwassers und der kontaminierten Standorte bereit. Sie werden im LBEG für die speziellen Kundenwünsche aufbereitet, zur Verfügung gestellt und im Übrigen für die dauerhafte Daseinsvorsorge verwahrt.

## Kooperationen mit Wirtschaft und Wissenschaft
Das LBEG arbeitet eng mit der Bundesanstalt für Geowissenschaften und Rohstoffe (BGR) und dem Leibniz-Institut für Angewandte Geophysik (LIAG) zusammen. Die drei Einrichtungen nutzen im Geozentrum Hannover eine gemeinsame Infrastruktur. Zu den Aufgaben des LBEG gehören die Beratung der Wirtschaft und die Beteiligung an Forschungsprojekten.

## Geschichte

### Niedersächsisches Landesamt für Bodenforschung
1873 wird in Berlin die „Königlich Preußische Geologische Landesanstalt und Bergakademie“ gegründet und 1878 in dem eigens errichteten Dienstgebäude in der Invalidenstraße 44 untergebracht. 1916 wird die Königlich Geologische Landesanstalt durch die Vereinigung der Königlichen Bergakademie mit der Königlichen Technischen Hochschule Charlottenburg eine selbständige Institution. Ab 1919 heißt der staatliche Geologische Dienst in Preußen „Preußische Geologische Landesanstalt“. 1934 wird eine Zweigstelle in Hannover eingerichtet. Die geologischen Landesämter werden 1939 in der „Reichsstelle für Bodenforschung“ und 1941 im „Reichsamt für Bodenforschung“ zusammengefasst. Die Landesämter werden in neun Zweigstellen und vier Arbeitsstellen (eine davon in Hannover) umgewandelt.
1945 wird in der Zweigstelle Hannover des ehemaligen Reichsamtes die Neuorganisation des staatlichen Geologischen Dienstes für Westdeutschland begonnen. Denn die frühere Berliner Zentrale liegt nun in der Sowjetzone und wird als „Zentrales Geologisches Institut“ der DDR umorganisiert. Offiziell besteht das Reichsamt für Bodenforschung in Hannover noch bis zum Jahr 1950. Mit den Höchster Vereinbarungen 1948 und dem Königsteiner Staatsabkommen 1949 übertragen die geologischen Landesämter des Vereinigten Wirtschaftsgebietes der Dienststelle in Hannover überregionale Aufgaben (Gemeinschaftsaufgaben). 1950 wird aus dem „Deutschen Geologischen Forschungsinstitut der geologischen Landesämter des Vereinigten Wirtschaftsgebietes“ das „Amt für Bodenforschung“ – zuständig für Niedersachsen – in Hannover gegründet.
1958 führt ein Verwaltungsabkommen zwischen der Bundesrepublik Deutschland und dem Land Niedersachsen zur Errichtung der „Bundesanstalt für Bodenforschung“ (BfB, heute „Bundesanstalt für Geowissenschaften und Rohstoffe“) aus dem Bestand des Amtes für Bodenforschung in Hannover (zum 1. Dezember 1958). Die Gemeinschaftsaufgaben des Amtes für Bodenforschung bleiben von der Errichtung der Bundesanstalt für Bodenforschung unberührt und werden dort weiterhin wahrgenommen. Das Amt für Bodenforschung wird zum 31. März 1959 aufgelöst und das „Niedersächsische Landesamt für Bodenforschung“ (NLfB) zum 1. April 1959 errichtet. Beide geologischen Dienste werden unter eine gemeinsame Leitung gestellt, Fachwissen und Einrichtungen beider Institutionen werden gemeinschaftlich genutzt.
Der erste Organisationsplan des Niedersächsischen Landesamtes für Bodenforschung unter Leitung seines Präsidenten Alfred Bentz verzeichnet insgesamt sechs Abteilungen. Zu den Gemeinschaftsabteilungen und den damit verbundenen Landesaufgaben gehören die Abteilung 1 bis 3: Geophysik, Erdöl sowie Mineralogie, Petrographie und Geochemie. Die Niedersächsischen Landesaufgaben werden von den Abteilungen 4 bis 6 wahrgenommen: Geologische und bodenkundliche Karten und wissenschaftliches Arbeiten, Nutzbare Lagerstätten sowie Hydrologie.
Während der nächsten Jahrzehnte erfolgen, den Anforderungen der Zeit entsprechend, Umstrukturierungen und Veränderungen im organisatorischen Aufbau. Die in Abteilung N1 durchgeführten Gemeinschaftsaufgaben sollen auf Empfehlung des Wissenschaftsrates im Jahr 1998 von einem eigenständigen Institut mit dem Schwerpunkt Geophysik wahrgenommen werden. Das neugegründete „Institut für Geowissenschaftliche Gemeinschaftsaufgaben“ (GGA-Institut) nimmt am 26. Januar 2000 offiziell seine Arbeit auf. Das seit dem 1. Februar 2008 unter Leitung von Direktor Ugur Yaramanci stehende GGA-Institut wird Ende 2008 umbenannt in „Leibniz-Institut für Angewandte Geophysik“ (LIAG).

### Ober-/Landesbergamt Clausthal-Zellerfeld
Mit dem Übergang des Königreichs Hannover an Preußen entstand 1866/67 das „Oberbergamt Clausthal“ aus dem hannoverschen Berg- und Forstamt. Es war zusammen mit den anderen preußischen Oberbergämtern als Mittelbehörde dem preußischen Ministerium für Handel und Gewerbe unterstellt. Sein räumlicher Zuständigkeitsbereich umfasste einen Großteil der 1866 durch Preußen annektierten Gebiete, namentlich die Provinzen Schleswig-Holstein, Hannover und das ehemalige Kurhessen. 1924 schlossen sich die Städte Clausthal und Zellerfeld zu Clausthal-Zellerfeld zusammen, das Oberbergamt übernahm entsprechend den neuen Stadtnamen seines Dienstsitzes. 
Nach dem Zweiten Weltkrieg wurde das Oberbergamt Teil der Verwaltung des neu geschaffenen Landes Niedersachsen. Seit 1954 besteht ein Verwaltungsabkommen zwischen Niedersachsen und Schleswig-Holstein, das die Zuständigkeit des Oberbergamtes Clausthal-Zellerfeld als Bergbehörde für Schleswig-Holstein bestimmt. Seit 1955 bzw. 1957 bestehen entsprechende Abkommen auch mit den Stadtstaaten Bremen und Hamburg.
2002 wurde das Oberbergamt Clausthal-Zellerfeld in „Landesbergamt Clausthal-Zellerfeld“ umbenannt.

### Landesamt für Bergbau, Energie und Geologie
Das Niedersächsische Landesamt für Bodenforschung (NLfB) wird mit dem Landesbergamt Clausthal-Zellerfeld zum 1. Januar 2006 zusammengeführt und als „Landesamt für Bergbau, Energie und Geologie“ (LBEG) unter dem ersten Präsidenten Lothar Lohff neu aufgestellt. Als sein Nachfolger amtierte Präsident Ralf Pospich bis Ende 2013. Andreas Sikorski hatte 2014 die Amtsgeschäfte übernommen, seit dem 1. August 2020 ist Carsten Mühlenmeier Präsident des LBEG. Heute nimmt das LBEG mit seinen drei Fachabteilungen Bergbau, Bergbauliche und Geologische Grundlagen sowie Geologische Beratung und seiner Abteilung für Querschnittsaufgaben seine vielfältigen Aufgaben wahr.

## Präsidenten des LBEG und seiner Vorgängerorganisationen

### Präsidenten des LBEG
- Carsten Mühlenmeier, seit 1. August 2020
- Andreas Sikorski, 2014 bis 2020
- Ralf Pospich, 2012 bis 2013
- Lothar Lohff, 2006 bis 2011

### Präsidenten der Vorgängerorganisation NLfB
- Alfred Hollerbach, Kommissarischer Präsident, 2006
- Bernhard Stribrny, 2005 bis 2006
- Friedrich-Wilhelm Wellmer, 1996 bis 2005
- Martin Kürsten, 1986 bis 1996
- Friedrich Bender, 1975 bis 1985
- Ulrich Engelmann, Kommissarischer Leiter, 1972 bis 1974
- Eberhard Machens, 1972
- Gerhard Richter-Bernburg, 1970 bis 1972
- Hans-Joachim Martini, 1962 bis 1969
- Alfred Bentz, 1958 bis 1962

### Präsidenten der Vorgängerorganisation Oberbergamt bzw. Landesbergamt Clausthal-Zellerfeld
- Lothar Lohff, 2002 bis 2005
- Franz-Josef Rölleke, 1996 bis 2001
- Hans Ambos, 1992 bis 1996
- Gotthard Fürer, 1978 bis 1991
- Kurt Beißner, 1966 bis 1978
- Kurt Wunderlich, 1952 bis 1966
- Otto Klewitz, 1947 bis 1951
- Albert Boehm, 1933 bis 1947
- Alfred Weise, 1929 bis 1933
- Wilhelm Bornhardt, 1922 bis 1929
- Otto Steinbrink, 1911 bis 1922
- Gisbert Krümmer, 1907 bis 1911
- Richard von Detten, 1900 bis 1906
- Adolf Achenbach, 1878 bis 1900
- Ernst Hermann Ottiliae, 1868 bis 1878

- - Für vorpreußische Zeit im Königreich Hannover siehe Berghauptmannschaft Clausthal mit den dort verzeichneten königlich hannoverschen Berghauptmännern